# Linux (Kernel)
Linux (deutsch [ˈliːnʊks]) ist ein Betriebssystem-Kernel, der im Jahr 1991 von Linus Torvalds ursprünglich für die 32-Bit-x86-Architektur „i386“, retronym „IA-32“, entwickelt wurde und ab Version 0.12 unter der freien GNU General Public License (GPL) veröffentlicht wird. Er ist heute Teil einer Vielzahl von Betriebssystemen.
Der Name Linux setzt sich zusammen aus dem Namen Linus und einem X für das als Vorbild dienende Unix. Er bezeichnet im weiteren Sinne mittlerweile nicht mehr nur den Kernel selbst, sondern übertragen davon ganze Linux-basierte Systeme und Distributionen. Dies führte zum GNU/Linux-Namensstreit.

## Grundlegende Technologie

Grob-Struktur des Linux-Kernels

### Aufgaben des Kernels
Der Kernel eines Betriebssystems bildet die hardwareabstrahierende Schicht, das heißt, er stellt der auf dieser Basis aufsetzenden Software eine einheitliche Schnittstelle (API) zur Verfügung, die weitgehend unabhängig von der Rechnerarchitektur ist. Die Software kann nur über die Schnittstelle auf die Hardware zugreifen, ohne deren Details genauer kennen zu müssen (Abstraktion). Linux ist dabei ein modularer monolithischer Kernel und zuständig für Speicherverwaltung, Prozessverwaltung, Multitasking, Lastverteilung, Sicherheitserzwingung und Eingabe/Ausgabe-Operationen auf verschiedenen Geräten.

### Programmiersprache
Linux ist fast ausschließlich in der Programmiersprache C geschrieben, wobei einige GNU-C-Erweiterungen benutzt werden. Ausnahmen bilden die architekturabhängigen Teile des Codes (im Verzeichnis arch innerhalb der Linux-Sourcen), wie zum Beispiel der Beginn des Systemstarts (Bootvorgang), der in Assemblersprache geschrieben ist, sowie die Programmiersprache Rust, die seit der Version 6.1 erstmals unterstützt und seit 6.8 erstmals für einzelne Gerätetreiber genutzt wird.

### Funktionsweise
Bei einem strikt monolithischen Kernel wird der gesamte Quellcode inklusive aller Treiber in das Kernel-Image (den ausführbaren Kernel) kompiliert. Im Gegensatz dazu kann Linux Module benutzen, die während des Betriebs geladen und wieder entfernt werden können. Damit wird die Flexibilität erreicht, um unterschiedlichste Hardware ansprechen zu können, ohne sämtliche (auch nicht benötigte) Treiber und andere Systemteile im Arbeitsspeicher halten zu müssen.
Sind Teile der Hardwarespezifikationen nicht genügend offengelegt, so stützt sich Linux notfalls über spezielle VM86-Modi auch auf das BIOS des Systems, u. a. auf die Erweiterungen gemäß den Standards APM, ACPI und VESA. Um unter diesen Voraussetzungen x86-kompatible Hardware z. B. auf der DEC-Alpha-Plattform zu betreiben, werden teilweise sogar Emulatoren zur Ausführung entsprechenden ROM-Codes verwendet. Linux selbst übernimmt das System beim Bootprozess typischerweise in dem Moment, in dem der Bootloader der Systemfirmware („BIOS“) erfolgreich war und daher alle Systeminitialisierungen des BIOS abgeschlossen sind.
Der Kernel ist ein Betriebssystemkern und darf nicht als das eigentliche Betriebssystem verstanden werden. Dieses setzt sich aus dem Kernel und weiteren grundlegenden Bibliotheken und Programmen (die den Computer erst bedienbar machen) zusammen.
Siehe auch: Gerätedatei, Network Block Device, Netfilter, Netzwerk-Scheduler, Prozess-Scheduler, Linux (Betriebssystem)

### Schnittstellen

Linux Standard Base

Man kann zwischen vier Schnittstellen unterscheiden, die das Zusammenwirken von entweder kernelinternen Komponenten untereinander oder von Kernel und externer Software ermöglichen. Die Stabilität der externen Programmierschnittstelle wird garantiert, das heißt, dass Quellcode grundsätzlich ohne wesentliche Veränderungen portierbar ist.
Die Stabilität der internen Programmierschnittstellen wird nicht garantiert, diese können zehn Jahre oder wenige Monate stabil bleiben. Da der Linux-Kernel von einigen tausend Entwicklern vorangetrieben wird, ist der eventuell entstehende Aufwand zu verschmerzen.
Die Binärschnittstelle des Kernels ist unerheblich, auf das komplette Betriebssystem kommt es an. Die Linux Standard Base (LSB) soll es ermöglichen, kommerzielle Programme unverändert zwischen Linux Betriebssystemen zu portieren. Die interne Binärschnittstelle ist nicht stabil, und es gibt keinerlei Bestrebungen, dies zu ändern; dies hat zur Folge, dass ein internes Modul, welches z. B. für Linux 3.0 kompiliert worden ist, höchstwahrscheinlich nicht mit Linux-Kernel 3.1 zusammenarbeiten wird. Dies ist eine ganz bewusste Entscheidung.

### Architektur
| Anwenderprogramme (z.B. Textverarbeitung, Tabellenkalkulation oder Browser) | Anwenderprogramme (z.B. Textverarbeitung, Tabellenkalkulation oder Browser) | Anwenderprogramme (z.B. Textverarbeitung, Tabellenkalkulation oder Browser) | Anwenderprogramme (z.B. Textverarbeitung, Tabellenkalkulation oder Browser) | User Mode   |
| Complex Libraries (GLib, GTK+, Qt, SDL, EFL)                                |                                                                             |                                                                             |                                                                             | User Mode   |
|                                                                             | Simple Libraries sin, opendbm                                               |                                                                             |                                                                             | User Mode   |
| C-Standard-Bibliothek: glibc open, exec, sbrk, socket, fopen, calloc        |                                                                             |                                                                             |                                                                             | User Mode   |
| Systemaufrufe TRAP, CALL, BRK, INT (je nach Hardware)                       | Systemaufrufe TRAP, CALL, BRK, INT (je nach Hardware)                       | Systemaufrufe TRAP, CALL, BRK, INT (je nach Hardware)                       | Systemaufrufe TRAP, CALL, BRK, INT (je nach Hardware)                       | Kernel Mode |
| Kernel (Gerätetreiber, Prozesse, Netzwerk, Dateisystem)                     |                                                                             |                                                                             |                                                                             | Kernel Mode |
| Hardware (Prozessor(en), Speicher, Geräte)                                  |                                                                             |                                                                             |                                                                             | Kernel Mode |

Linux ist ein monolithischer Kernel. Die Treiber im Kernel und die Kernel-Module laufen im privilegierten Modus (x86: Ring 0), haben also unbeschränkten Zugriff auf die Hardware. Einige wenige Module des Kernels laufen im eingeschränkten Benutzermodus (x86: Ring 3). Die Level 1 und 2 der x86-Architektur werden von Linux nicht genutzt, da sie auf vielen anderen Architekturen nicht existieren und der Kernel auf allen unterstützten Architekturen im Wesentlichen gleich funktionieren soll.
Nahezu jeder Treiber kann auch als Modul zur Verfügung stehen und vom System dann dynamisch nachgeladen werden. Ausgenommen davon sind Treiber, die für das Starten des Systems verantwortlich sind, bevor auf das Dateisystem zugegriffen werden kann. Man kann allerdings den Kernel so konfigurieren, dass ein CramFS- oder Initramfs-Dateisystem vor dem tatsächlichen Root-Dateisystem geladen wird, welches die weiteren für den Startprozess notwendigen Module enthält. Dadurch kann die Kernelgröße verringert und die Flexibilität drastisch erhöht werden.
Im System laufende Programme bekommen wiederum vom Kernel Prozessorzeit zugewiesen. Jeder dieser Prozesse erhält einen eigenen, geschützten Speicherbereich und kann nur über Systemaufrufe auf die Gerätetreiber und das Betriebssystem zugreifen. Die Prozesse laufen dabei im Benutzermodus (user mode), während der Kernel im Kernel-Modus (kernel mode) arbeitet. Die Privilegien im Benutzermodus sind sehr eingeschränkt. Abstraktion und Speicherschutz sind nahezu vollkommen, ein direkter Zugriff wird nur sehr selten und unter genau kontrollierten Bedingungen gestattet. Dies hat den Vorteil, dass kein Programm z. B. durch einen Fehler das System zum Absturz bringen kann.
Linux stellt wie sein Vorbild Unix eine vollständige Abstraktion und Virtualisierung für nahezu alle Betriebsmittel bereit (z. B. virtueller Speicher, Illusion eines eigenen Prozessors usw.).
Die Tatsache, dass Linux nicht auf einem Microkernel basiert, war Thema eines berühmten Flame Wars zwischen Linus Torvalds und Andrew S. Tanenbaum. Anfang der 1990er Jahre, als Linux entwickelt wurde, galten monolithische Kernels als obsolet (Linux war zu diesem Zeitpunkt noch rein monolithisch). Die Diskussion und Zusammenfassungen sind im Artikel Geschichte von Linux näher beschrieben.
Durch Erweiterungen wie FUSE und durch die zunehmende Verwendung von Kernel-Prozessen fließen mittlerweile auch zahlreiche Microkernel-Konzepte in Linux ein.

### Portierbarkeit
Obwohl Linus Torvalds eigentlich nicht beabsichtigt hatte, einen portierbaren Kernel zu schreiben, hat sich Linux dank des GNU-Compilers GCC weitreichend in diese Richtung entwickelt. Es ist inzwischen das häufigste portierte System – das Repertoire reicht dabei von eher selten anzutreffenden Betriebsumgebungen wie dem iPAQ-Handheld-Computer, Digitalkameras, Anlagesteuerungen, Großrechner wie IBMs System z über Supercomputer bis hin zu normalen PCs. Ebenfalls weit verbreitet ist der Kernel unter Webservern und dank Android auch auf Mobiltelefonen.
Die Portierung von Linux auf IBMs S/390-Architektur im Jahr 1999 war ursprünglich vom IBM-Management nicht beauftragt (Skunk works), stellte jedoch einen wesentlichen Schritt des Konzerns auf dem Weg zur Akzeptanz von Linux als Standard-Server-Plattform dar. Die im darauffolgenden Jahr angekündigte Investition von 1 Mrd. USD in das Linux Ökosystem und die "Peace, Love, Linux"-Kampagne aus dem Jahr 2001 waren weitere Schritte. Später plante IBM bspw. auch die IBM-Supercomputergeneration Blue Gene mit einem eigenen Linux-Port auszustatten.
Ursprünglich hatte Torvalds eine ganz andere Art von Portierbarkeit für sein System angestrebt, nämlich die Möglichkeit, freie GPL- und andere quelloffene Software leicht unter Linux kompilieren zu können. Dieses Ziel wurde bereits sehr früh erreicht und macht sicherlich einen guten Teil des Erfolges von Linux aus, da es jedem eine einfache Möglichkeit bietet, auf einem freien System freie Software laufen zu lassen.
Die ersten Architekturen, auf denen Linux lief, waren die von Linus Torvalds verwendeten Computer:
- IA-32 (x86 ab dem i386) – Linus hatte ab 1991 einen PC mit Intel-386DX-33-MHz-Prozessor, 4 MB RAM und einer 40-MB-Festplatte.
- Alpha – Torvalds arbeitete von 1994 bis 1995 an der Portierung auf die 64-Bit-Alpha-Architektur (auf einem DEC-Alpha-Rechner, den er als Leihgabe erhalten hatte).

Damit war Linux sehr früh 64-Bit-fähig (Linux 1.2 erschien 1995) und durch die Portierung auf Alpha war der Weg für weitere Portierungen frei. Zeitgleich arbeitete der Student Dave Miller ab 1993 an der Portierung auf SPARC von Sun Microsystems, einer damals weit verbreiteten Architektur. Doch lief Linux 2.0 von Mitte 1996 offiziell auf IA-32 und Alpha, konnte aber bereits SMP.
Mit Linux 2.2 vom Januar 1999 kamen folgende Ports hinzu:
- SPARC/UltraSPARC von Oracle (ursprünglich von Sun)
- 68000 (m68k) von Motorola
- PowerPC (ppc) von Apple, IBM und Motorola (AIM-Allianz)

Mit Linux 2.4 vom Januar 2001 kamen schließlich folgende Architekturen hinzu:
- Itanium (IA-64) von Intel und HP
- S/390 von IBM
- SuperH von Hitachi
- MIPS

Trotz der unterstützten Befehlssatzarchitekturen (englisch Instruction Set Architecture, kurz ISA) ist für die Lauffähigkeit mehr nötig, sodass Linux gegenwärtig auf u. a. folgenden Plattformen und Architekturen läuft:
- Acorn Archimedes, A5000 und Risc-PC-Serie (Arm, StrongARM, Intel XScale usw.)
- Alpha von Compaq
- Axis Communications’ CRIS
- Blackfin
- Hitachi H8/300
- Hewlett-Packard PA-RISC
- IBM S/390 und z Systems
- MIPS: Maschinen von Silicon Graphics …
- Motorola 68020 und neuer: spätere Amigas, einige Atari und viele Apple Computer ab 1987 (Macintosh II) bis 1995 (siehe Linux68k)
- NEC v850e
- PowerPC: die meisten Apple Computer zwischen 1994 und 2006 (alle PCI-basierten Power Macintosh, der Nintendo GameCube; begrenzte Unterstützung für NuBus Power Macs bis Kernel 2.4.x, die weitere Entwicklung wurde in das Projekt PPC/Linux for NuBus Power Macs ausgelagert[12]), Clones der Power Macs von Power Computing, UMAX und Motorola, mit einer „Power-UP“-Karte verbesserte Amigas (z. B. Blizzard oder CyberStorm) bzw. dessen Nachfolger AmigaOne, sowohl IBM Power als auch PowerPC-basierte IBM RS/6000-Systeme, verschiedene eingebettete PowerPC-Plattformen
- Sun/Oracle SPARC und UltraSparc: Workstations von Sun- bzw. Oracle
- SuperH von Hitachi: Sega Dreamcast
- OpenRISC
- RISC-V
- x86-Architektur:
  - x86-16-Bit: im Rahmen des ELKS-Projektes werden IBM-PC-kompatible Computer mit den 16-Bit-Prozessoren 8086, 8088, 80186, 80188, 80286 und dazu kompatiblen unterstützt. Die Abkürzung „ELKS“ steht für Embeddable Linux Kernel Subset und stellt eine Untermenge des Linux-2.0/2.1-Kernels dar. Das angestrebte Ziel ist Kompatibilität zu Unix-V7 auf 16-Bit-x86-Systemen.
  - IA-32, 32-Bit: IBM PCs und kompatible mit Intel 80386 (bis Kernel 3.7, Anfang 2013)[13] bzw. Intel 80486 und dazu kompatiblen x86-Prozessor-Architekturen nachfolgender Generationen
  - x86-64, 64-Bit: Unter der Bezeichnung „amd64“ oder x64 werden Prozessoren der x86-Architektur verstanden, die einen 64-Bit-Modus bieten (implementiert als AMD64 oder Intel 64). Dabei handelt es sich um die Nachfolger der ursprünglichen IBM-PC-kompatiblen Computer, die einen zum AMD Opteron kompatiblen x86-Prozessor nutzen, beispielsweise: von AMD ab Athlon 64, Turion, Phenom und von Intel ab Core 2, Xeon.

#### Binärschnittstellen der Arm-Architektur
Linux unterstützt zwei verschiedene Binärschnittstellen für Arm-Prozessoren. Die ältere Binärschnittstelle wird mit dem Akronym OABI (old application binary interface) bezeichnet und unterstützt die Prozessorarchitekturen bis einschließlich ARMv4, während die neuere Binärschnittstelle, die mit EABI (embedded application binary interface) bezeichnet wird, die Prozessorarchitekturen ab einschließlich ARMv4 unterstützt. Der bedeutendste Unterschied der Binärschnittstellen in Bezug auf Systemleistung ist die sehr viel bessere Unterstützung von Software-emulierten Gleitkommarechnungen durch EABI.

#### User Mode Linux
Ein besonderer Port ist das User Mode Linux. Prinzipiell handelt es sich dabei um einen Port von Linux auf sein eigenes Systemcall-Interface. Dies ermöglicht es, einen Linux-Kernel als normalen Prozess auf einem laufenden Linux-System zu starten. Der User-Mode-Kernel greift dann nicht selbst auf die Hardware zu, sondern reicht entsprechende Anforderungen an den echten Kernel durch. Durch diese Konstellation werden „Sandkästen“ ähnlich den virtuellen Maschinen von Java oder den jails von FreeBSD möglich, in denen ein normaler Benutzer Root-Rechte haben kann, ohne dem tatsächlichen System schaden zu können.

#### µClinux
µClinux ist eine Linux-Variante für Computer ohne Memory Management Unit (MMU) und kommt vorwiegend auf Mikrocontrollern und eingebetteten Systemen zum Einsatz. Seit Linux-Version 2.6 ist µClinux Teil des Linux-Projektes.

## Entwicklungsprozess

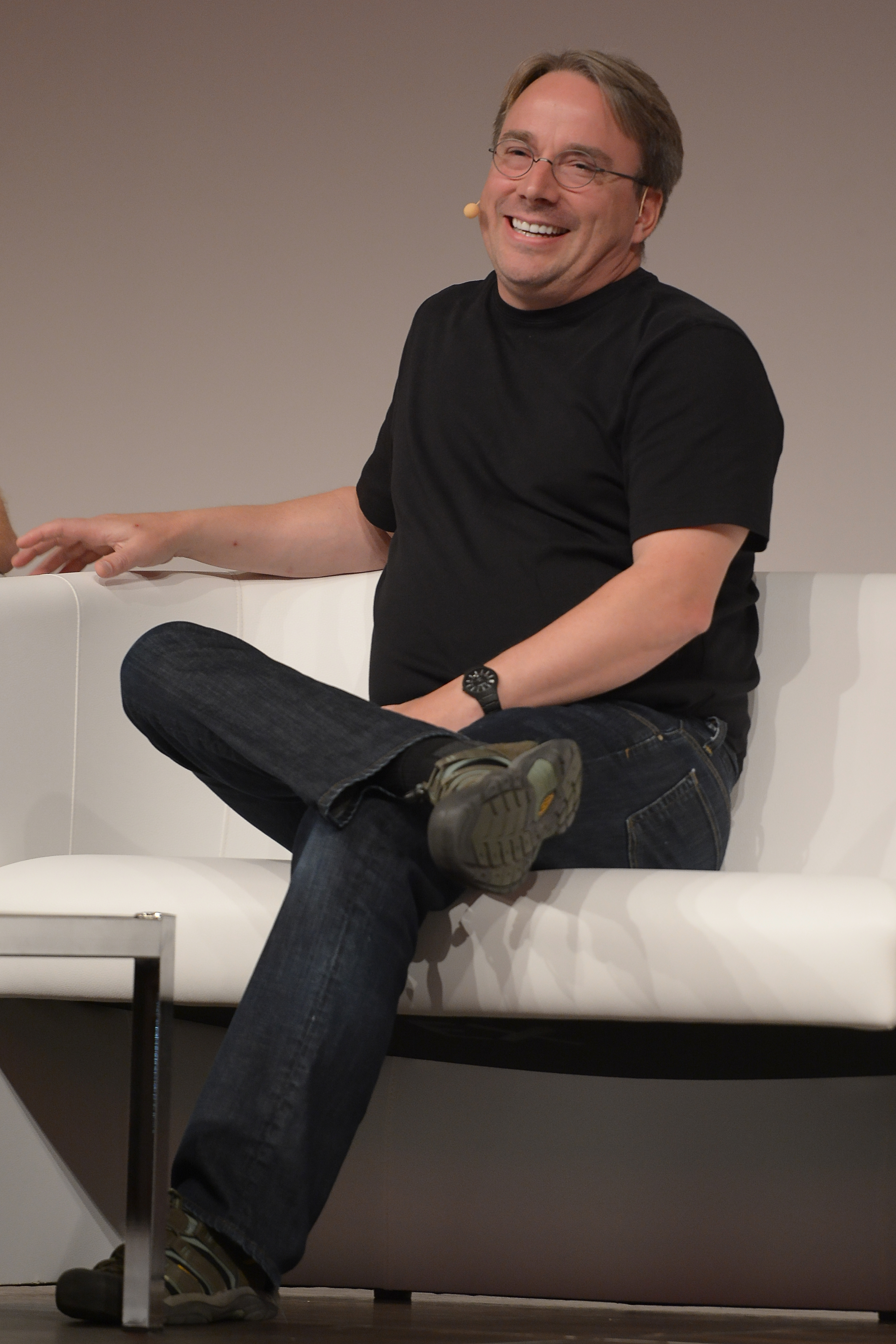
Linus Torvalds (2014)

Die Entwicklung von Linux liegt durch die GNU General Public License und durch ein sehr offenes Entwicklungsmodell nicht in der Hand von Einzelpersonen, Konzernen oder Ländern, sondern in der Hand einer weltweiten Gemeinschaft vieler Programmierer, die sich hauptsächlich über das Internet austauschen.
Bei der Entwicklung kommunizieren die Entwickler fast ausschließlich über E-Mail, da Linus Torvalds behauptet, dass so die Meinungen nicht direkt aufeinander prallen.
In vielen Mailinglisten, aber auch in Foren und im Usenet besteht für jedermann die Möglichkeit, die Diskussionen über den Kernel zu verfolgen, sich daran zu beteiligen und auch aktive Beiträge zur Entwicklung zu leisten. Durch diese unkomplizierte Vorgehensweise ist eine schnelle und stetige Entwicklung gewährleistet, die auch die Möglichkeit mit sich bringt, dass jeder dem Kernel Fähigkeiten zukommen lassen kann, die er benötigt.
Eingegrenzt wird dies nur durch die Kontrolle von Linus Torvalds und einigen besonders verdienten Programmierern, die das letzte Wort über die Aufnahme von Verbesserungen und Patches in die offizielle Version haben. Manche Linux-Distributoren bauen auch eigene Funktionen in den Kernel ein, die im offiziellen Kernel (noch) nicht vorhanden sind.

### Änderungen der Herkunftskontrolle
Der Entwicklungsprozess des Kernels ist wie der Kernel selbst ebenfalls immer weiterentwickelt worden. So führte der Rechtsprozess der SCO Group um angeblich illegal übertragenen Code in Linux zur Einführung eines „Linux Developer’s Certificate of Origin“, das von Linus Torvalds und Andrew Morton bekanntgegeben wurde. Diese Änderung griff das Problem auf, dass nach dem bis dahin gültigen Modell des Linux-Entwicklungsprozesses die Herkunft einer Erweiterung oder Verbesserung des Kernels nicht nachvollzogen werden konnte.

“These days, most of the patches in the kernel don't actually get sent directly to me. That not just wouldn't scale, but the fact is, there's a lot of subsystems I have no clue about, and thus no way of judging how good the patch is. So I end up seeing mostly the maintainers of the subsystem, and when a bug happens, what I want to see is the maintainer name, not a random developer who I don't even know if he is active any more. So at least for me, the _chain_ is actually mostly more important than the actual originator.
There is also another issue, namely the fact than when I (or anybody else, for that matter) get an emailed patch, the only thing I can see directly is the sender information, and that's the part I trust. When Andrew sends me a patch, I trust it because it comes from him – even if the original author may be somebody I don't know. So the _path_ the patch came in through actually documents that chain of trust – we all tend to know the „next hop“, but we do _not_ necessarily have direct knowledge of the full chain.
So what I’m suggesting is that we start „signing off“ on patches, to show the path it has come through, and to document that chain of trust. It also allows middle parties to edit the patch without somehow „losing“ their names – quite often the patch that reaches the final kernel is not exactly the same as the original one, as it has gone through a few layers of people.”

„Zurzeit werden die meisten Patches für den Kernel nicht direkt an mich gesandt. Das wäre einfach nicht machbar. Tatsache ist, dass es eine Menge Untersysteme gibt, mit denen ich überhaupt nicht vertraut bin und ich somit keine Möglichkeit habe zu entscheiden, wie gut der Patch ist. Deshalb läuft es meist darauf hinaus, die Pfleger (Maintainer) des Untersystemes zu treffen. Falls ein Fehler auftritt, will ich den Namen eines Pflegers und nicht irgendeines Entwicklers sehen, von dem ich nicht einmal weiß, ob er noch aktiv ist. Daher ist für mich auf jeden Fall die _Kette_ wichtiger als der tatsächliche Urheber. Auch gibt es ein anderes Problem, nämlich dass ich, falls man mir (oder irgendjemand anderem) einen Patch über E-Mail schickt, einzig die Senderinformation direkt sehen kann, und das ist der Teil, dem ich traue. Wenn Andrew mir einen Patch schickt, vertraue ich dem Patch, weil er von Andrew kommt – auch wenn der eigentliche Urheber jemand ist, den ich nicht kenne. Also belegt tatsächlich der _Weg_, den der Patch zu mir nahm, diese Kette des Vertrauens – wir alle neigen dazu, das jeweils nächste „Glied“ zu kennen, aber _nicht_ unbedingt unmittelbares Wissen über die gesamte Kette zu haben. Was ich also vorschlage ist, dass wir anfangen, Patches „abzuzeichnen“, um den Weg, den sie genommen haben, aufzuzeigen und diese Kette des Vertrauens zu dokumentieren. Das erlaubt es darüber hinaus vermittelnden Gruppen, den Patch zu verändern, ohne dass dabei der Name von jemanden „auf der Strecke bleibt“ – ziemlich oft ist die Patchversion, die letztendlich in den Kernel aufgenommen wird, nicht genau die ursprüngliche, ist sie doch durch einige Entwicklerschichten gegangen.“

### Das Versionsverwaltungssystem Git
Die Versionsverwaltung des Kernels unterliegt dem Programm Git. Dies wurde speziell für den Kernel entwickelt und auf dessen Bedürfnisse hin optimiert. Es wurde im April 2005 eingeführt, nachdem sich abgezeichnet hatte, dass das alte Versionsverwaltungssystem BitKeeper nicht mehr lange für die Kernelentwicklung genutzt werden konnte.

### Kernel-Versionen
Auf der Website kernel.org werden alle alten und neuen Kernel-Versionen archiviert. Die dort befindlichen Referenzkernel werden auch als Vanilla-Kernel bezeichnet (von umgangssprachlich engl. vanilla für Standard bzw. ohne Extras im Vergleich zu Distributionskernels). Auf diesem bauen die Distributionskernel auf, die von den einzelnen Linux-Distributionen um weitere Funktionen ergänzt werden. Die Kernel-Version des geladenen Betriebssystems kann mit dem Syscall uname abgefragt werden.

### Versionsnummern-Schema
Die frühen Kernelversionen (0.01 bis 0.99) hatten noch kein klares Nummerierungsschema. Version 1.0 sollte die erste „stabile“ Linux-Version werden.

#### Bis 2011
Beginnend mit Version 1.0 folgten die Versionsnummern von Linux einem bestimmten Schema:
Die erste Ziffer wurde nur bei grundlegenden Änderungen in der Systemarchitektur angehoben. Während der Entwicklung des 2.5er-Kernels kam wegen der relativ grundlegenden Änderungen, verglichen mit dem 2.4er-Kernel, die Diskussion unter den Kernel-Programmierern auf, den nächsten Produktionskernel als 3.0 zu deklarieren. Torvalds war aber aus verschiedenen Gründen dagegen, sodass der resultierende Kernel als 2.6 bezeichnet wurde.
Die zweite Ziffer gab das jeweilige „Majorrelease“ an. Stabile Versionen (Produktivkernel) wurden von den Entwicklern durch gerade Ziffern wie 2.2, 2.4 und 2.6 gekennzeichnet, während die Testversionen (Entwicklerkernel) immer ungerade Ziffern trugen, wie zum Beispiel 2.3 und 2.5; diese Trennung ist aber seit Juli 2004 ausgesetzt, es gab keinen Entwicklerkernel mit der Nummer 2.7, stattdessen wurden die Änderungen laufend in die 2.6er-Serie eingearbeitet.
Zusätzlich bezeichnet eine dritte Zahl das „Minorrelease“, die eigentliche Version. Werden neue Funktionen hinzugefügt, steigt die dritte Zahl an. Der Kernel wird damit zum Beispiel mit einer Versionsnummer wie 2.6.7 bestimmt.
Um die Korrektur eines schwerwiegenden NFS-Fehlers schneller verbreiten zu können, wurde mit der Version 2.6.8.1 erstmals eine vierte Ziffer eingeführt. Seit März 2005 (Kernel 2.6.11) wird diese Nummerierung offiziell verwendet. So ist es möglich, die Stabilität des Kernels trotz teilweise sehr kurzer Veröffentlichungszyklen zu gewährleisten und Korrekturen von kritischen Fehlern innerhalb weniger Stunden in den offiziellen Kernel zu übernehmen – wobei sich die vierte Ziffer erhöht (z. B. von 2.6.11.1 auf 2.6.11.2). Die Minorreleasenummer, also die dritte Ziffer, wird hingegen nur bei Einführung neuer Funktionen hochgezählt.

#### Nach 2011
Im Mai 2011 erklärte Linus Torvalds, die nach der Version 2.6.39 kommende Version nicht 2.6.40, sondern 3.0 zu benennen. Als Grund dafür führte er an, dass die Versionsnummern seiner Meinung nach zu hoch wurden. Die Versionsnummer 3 stehe gleichzeitig für das dritte Jahrzehnt, welches für den Linux-Kernel mit seinem 20. Geburtstag anfange.
Bei neuen Versionen wird seitdem die zweite Ziffer erhöht und die dritte steht – anstelle der vierten – für Bugfixreleases.
Im Februar 2015 erhöhte Torvalds auf Version 4.0 statt Version 3.20, nachdem er auf Google+ Meinungen hierzu eingeholt hatte. Seit März 2019 ist Linux 5.0 freigegeben. Dabei hat der Sprung von der letzten Versionsnummer 4.20 auf 5.0 keine tiefergehende Bedeutung. Auch den Sprung von 5.19 auf 6.0 begründete Linus lakonisch damit, dass er sich wieder vor großen Zahlen zu fürchten beginne.

### Entwicklerversion
Neue Funktionen finden sich im „-mm“-Kernel des Kernelentwicklers Andrew Morton und werden anschließend in den Hauptzweig von Torvalds übernommen. Somit werden große Unterschiede zwischen Entwicklungs- und Produktionskernel und damit verbundene Portierungsprobleme zwischen den beiden Serien vermieden. Durch dieses Verfahren gibt es auch weniger Differenzen zwischen dem offiziellen Kernel und den Distributionskernel (früher wurden Features des Entwicklungszweiges von den Distributoren häufig in ihre eigenen Kernels rückintegriert). Allerdings litt 2004/2005 die Stabilität des 2.6er-Kernels unter den häufig zu schnell übernommenen Änderungen. Ende Juli 2005 wurde deshalb ein neues Entwicklungsmodell beschlossen, das nach dem Erscheinen der Version 2.6.13 erstmals zur Anwendung kam: Neuerungen werden nur noch in den ersten zwei Wochen der Kernelentwicklung angenommen, wobei anschließend eine Qualitätssicherung bis zum endgültigen Erscheinen der neuen Version erfolgt.

### Pflege der Kernel-Versionen
Während Torvalds die neuesten Entwicklungsversionen veröffentlicht, wurde die Pflege der älteren stabilen Versionen an andere Programmierer abgegeben. Gegenwärtig ist dafür Greg Kroah-Hartman verantwortlich – mit Ausnahme des von Ben Hutchings betreuten 3.16-Zweigs. Zusätzlich zu diesen offiziellen und über Kernel.org oder einen seiner Mirrors zu beziehenden Kernel-Quellcodes kann man auch alternative „Kernel-Trees“ aus anderen Quellen benutzen. Distributoren von Linux-basierten Betriebssystemen pflegen meistens ihre eigenen Versionen des Kernels und beschäftigen zu diesem Zwecke fest angestellte Kernel-Hacker, die ihre Änderungen meist auch in die offiziellen Kernels einfließen lassen.
Distributions-Kernel sind häufig intensiv gepatcht, um auch Treiber zu enthalten, die noch nicht im offiziellen Kernel enthalten sind, von denen der Distributor aber glaubt, dass seine Kundschaft sie benötigen könnte und die notwendige Stabilität respektive Fehlerfreiheit dennoch gewährleistet ist.

### Versionen mit Langzeitunterstützung
Folgende Versionen werden besonders lange mit Support (Long Term Support) versorgt:
| Version | Veröffentlichung | Support-Ende (EOL) |
| ------- | ---------------- | ------------------ |
| 5.4     | 24. Nov. 2019    | Dezember 2025      |
| 5.10    | 13. Dez. 2020    | Dezember 2026      |
| 5.15    | 31. Okt. 2021    | Dezember 2026      |
| 6.1     | 11. Dez. 2022    | Dezember 2027      |
| 6.6     | 29. Okt. 2023    | Dezember 2026      |
| 6.12    | 18. Nov. 2024    | Dezember 2026      |

## Versionsgeschichte

### Zeittafeln

Entwicklung der Anzahl Quelltextzeilen

Das folgende Schaubild stellt einzelne Versionen des Linux-Kernels anhand der Erscheinungsdaten auf einer Zeittafel angeordnet dar und soll dem Überblick dienen.

### Versionsgeschichte bis Version 2.6
| Zweig                                                                                  | Version     | Veröffentlichung   | Dateien (a) | Quellcode- zeilen (b) | Größe in kB (c) | Bemerkungen |
| -------------------------------------------------------------------------------------- | ----------- | ------------------ | ----------- | --------------------- | --------------- | --- |
|                                                                                        | 0.01        | 17. September 1991 | 88          | 8.413                 | 230             | erste Veröffentlichung; startete auf Systemen mit Floppy-Diskettenlaufwerk und 386er-Prozessor, lud dabei die Treiber für das Minix-Dateisystem und eine finnische Tastatur, sowie als einziges Anwendungsprogramm den Kommandozeileninterpreter bash |
| 1.0                                                                                    | 1.0.0       | 13. März 1994      | 563         | 170.581               | 1.259           | erste „kommerziell verwendbare“ Version. Tatsächlich sind jedoch die Buchstaben der letzten Version 0.99z ausgegangen, so führte man verfrüht die Version 1.0 ein.                                                                                    |
| 1.1                                                                                    | 1.1.0       | 6. April 1994      | 561         | 170.320               | 1.256           | Entwicklungsversion |
| 1.1                                                                                    | 1.1.95      | 2. März 1995       |             |                       | 2.301           | Entwicklungsversion |
| 1.2                                                                                    | 1.2.0       | 7. März 1995       | 909         | 294.623               | 2.301           | erste Portierungen auf weitere Prozessorarchitekturen, mit Alpha, MIPS und SPARC |
| 1.2                                                                                    | 1.2.13      | 2. August 1995     |             |                       | 2.355           | |
| 1.3                                                                                    | 1.3.0       | 12. Juni 1995      | 992         | 323.581               | 2.558           | Entwicklungsversion mit erster Unterstützung für Mehrprozessorsysteme |
| 1.3                                                                                    | 1.3.100     | 10. Mai 1996       |             |                       | 5.615           | Entwicklungsversion mit erster Unterstützung für Mehrprozessorsysteme |
| 2.0                                                                                    | 2.0.0       | 9. Juni 1996       | 2.015       | 716.119               | 5.844           | erste Unterstützung für symmetrische Mehrprozessorsysteme, Einführung von Kernel-Modulen. |
| 2.0                                                                                    | 2.0.40      | 8. Februar 2004    |             |                       | 7.551           | |
| 2.1                                                                                    | 2.1.0       | 30. September 1996 | 1.727       | 735.736               | 6.030           | Entwicklungsversion |
| 2.1                                                                                    | 2.2.0-pre9  | 21. Januar 1999    |             |                       | 13.077          | Entwicklungsversion |
| 2.2                                                                                    | 2.2.0       | 26. Januar 1999    | 4.599       | 1.676.182             | 13.080          | erste Unterstützung für das Netzwerkprotokoll IPv6 sowie Portierung auf die Plattformen UltraSPARC und PA-RISC |
| 2.2                                                                                    | 2.2.26      | 24. Februar 2004   |             |                       | 19.530          | |
| 2.3                                                                                    | 2.3.0       | 11. Mai 1999       | 4.721       | 1.763.358             | 13.804          | Entwicklungsversion |
| 2.3                                                                                    | 2.3.99-pre9 | 23. Mai 2000       |             |                       | 20.882          | Entwicklungsversion |
| 2.4                                                                                    | 2.4.0       | 4. Januar 2001     | 8.187       | 3.158.560             | 24.379          | erste Unterstützung für den Energieverwaltungsstandard ACPI und für den Datenbus USB, Large File Support, Einführung des Netfilter und der iptables; letzter gepflegter Zweig vor 2.6                                                                 |
| 2.4                                                                                    | 2.4.37      | 2. Dezember 2008   |             |                       | 38.735          | Letzte Version war 2.4.37.11 am 18. Dezember 2010 |
| 2.5                                                                                    | 2.5.0       | 23. November 2001  | 9.893       | 3.833.603             | 29.405          | Entwicklungsversion |
| 2.5                                                                                    | 2.5.75      | 10. Juli 2003      |             |                       | 40.969          | Entwicklungsversion |
| 2.6                                                                                    | 2.6.0       | 18. Dezember 2003  | 21.279      | 8.102.486             | 41.614          | neues Versionsschema, dabei wurden die bisherigen Entwicklerzweige durch einen stetigen Entwicklungsprozess ersetzt |
| → für alle nachfolgenden Versionen siehe Abschnitt „Versionsgeschichte ab Version 2.6“ |             |                    |             |                       |                 | |
| Legende:Alte Version                                                                   |             |                    |             |                       |                 | |

### Versionsgeschichte ab Version 2.6
Bei Betrachtung der zuletzt erschienenen Versionen (siehe Tabelle) erfolgt die Entwicklung einer neuen Kernel-Version in durchschnittlich 82 Tagen. Der Kernel wird hierbei im Durchschnitt um 768 Dateien und 325.892 Quelltextzeilen (englisch Lines of Code) erweitert. Das mit dem Datenkompressionsprogramm gzip komprimierte tar-Archiv (.tar.gz) wächst im Mittel um rund 2 Megabyte mit jeder veröffentlichten Hauptversion.
| Version | Veröffentlichung | Anzahl der Dateien (a) | Quelltext- zeilen (b) | Größe in kB (c) | Zeitraum in Tagen (d) | Bemerkungen |
| --- | ---------------- | ---------------------- | --------------------- | --------------- | --------------------- | --- |
| 2.6.13 | 28. Aug. 2005    |                        |                       |                 |                       | u. a. wurde Inotify aufgenommen |
| 2.6.20 | 4. Feb. 2007     | 21.280                 | 8.102.486             | 54.548          | 66                    | erste Unterstützung für die Virtualisierungstechnik KVM |
| 2.6.21 | 26. Apr. 2007    | 21.614                 | 8.246.470             | 55.329          | 80                    | |
| 2.6.22 | 8. Juli 2007     | 22.411                 | 8.499.363             | 56.914          | 74                    | |
| 2.6.23 | 9. Okt. 2007     | 22.530                 | 8.566.554             | 57.404          | 93                    | |
| 2.6.24 | 24. Jan. 2008    | 23.062                 | 8.859.629             | 59.079          | 107                   | |
| 2.6.25 | 17. Apr. 2008    | 23.810                 | 9.232.484             | 61.518          | 83                    | |
| 2.6.26 | 13. Juli 2008    | 24.270                 | 9.411.724             | 62.550          | 88                    | |
| 2.6.27 | 9. Okt. 2008     | 24.354                 | 9.709.868             | 63.721          | 88                    | wurde nachträglich mit Unterstützung für neue Hardware (wie SAS) erweitert; Dieser Zweig hatte Long Term Support, die letzte Version war 2.6.27.62 am 17. März 2012 |
| 2.6.28 | 24. Dez. 2008    | 25.255                 | 10.195.507            | 66.766          | 76                    | |
| 2.6.29 | 23. März 2009    | 26.668                 | 11.010.647            | 71.977          | 89                    | Aufnahme des Btrfs |
| 2.6.30 | 10. Juni 2009    | 27.879                 | 11.637.173            | 75.768          | 78                    | USB-3.0-Unterstützung |
| 2.6.31 | 9. Sep. 2009     | 29.111                 | 12.046.317            | 78.279          | 92                    | Unterstützung für Festplatten mit nativen 4K-Sektoren (auch bekannt als Advanced Format) |
| 2.6.32 | 3. Dez. 2009     | 30.485                 | 12.610.030            | 81.901          | 84                    | Dieser LTS-Zweig wurde von Willy Tarreau betreut, die letzte Version war 2.6.32.71 am 12. März 2016 |
| 2.6.33 | 24. Feb. 2010    | 31.565                 | 12.990.041            | 84.533          | 83                    | bildet die Grundlage für einen Echtzeit-Zweig; Letzte Version war 2.6.33.20 am 7. November 2011 |
| 2.6.34 | 16. Mai 2010     | 32.297                 | 13.320.934            | 86.520          | 82                    | Grafiktreiber für neuere AMD-Radeon-GPUs und die Grafikkerne von einigen erst Anfang nächsten Jahres erwarteten Intel-Prozessoren, neue Dateisysteme: LogFS und Ceph; viele Änderungen an den Dateisystemen Btrfs, ext4, NILFS2, SquashFS und XFS, dem SCSI-Subsystem und dem Architektur-Code für Arm-, Blackfin- und MicroBlaze-CPUs; bessere Unterstützung für neue und ältere AMD- und Intel-Chips; größere Umbaumaßnahmen am Nouveau-Treiber für Nvidia-Grafik; Dieser LTS-Zweig wurde von Paul Gortmaker betreut, die letzte Version war 2.6.34.15 am 10. Februar 2014 |
| 2.6.35 | 1. Aug. 2010     | 33.316                 | 13.545.604            | 88.301          | 77                    | neu sind unter anderem ein verbesserter Netzwerkdurchsatz, defragmentierbarer Arbeitsspeicher und die Unterstützung für die Turbo-Core-Funktion moderner AMD-Prozessoren; die Unterstützung für die Stromsparfunktionen von Radeon-Grafikchips wurde verbessert, sowie die neuen H.264-Dekodierfunktionen für den Grafikkern in Intels Core-i5-Prozessoren (auch Ironlake genannt); Letzte Version war 2.6.35.14 am 13. März 2012 |
| 2.6.36 | 20. Okt. 2010    | 34.301                 | 13.499.457            | 88.707          | 80                    | neu sind – im auch „Flesh-Eating Bats with Fangs“ (englisch für „Fleischfressende Fledermäuse mit Reißzähnen“) genannten 36er Zweig – unter anderem das Sicherheits-Framework AppArmor, die Schnittstelle „LIRC“ (für das in Version 2.6.35 eingeführte System zur Nutzung von Infrarot-Fernbedienungen) und eine verbesserte Energieverwaltung für Grafikprozessoren; Unterstützung für Echtzeit-Virenscanner; Letzte Version war 2.6.36.4 am 17. Februar 2011 |
| 2.6.37 | 5. Jan. 2011     | 35.186                 | 13.916.632            | 92.474          | 76                    | neu sind, neben den üblichen zusätzlichen Treibern (u. a. für USB 3.0), eine verbesserte Skalierung und Virtualisierung für Mehrkernprozessoren; Letzte Version war 2.6.37.6 am 27. März 2011 |
| 2.6.38 | 15. März 2011    | 35.864                 | 14.208.866            | 94.144          | 69                    | Unterstützung für die AMD-Radeon-HD-6000-Serie und für AMDs APUs, sowie Verbesserungen für Audio- und Video-Verarbeitung als auch für berührungsempfindliche Bildschirme; Letzte Version war 2.6.38.8 am 3. Juni 2011 |
| 2.6.39 | 19. Mai 2011     | 36.705                 | 14.533.582            | 95.994          | 65                    | Unterstützung für Firewall-IP sets, der Big Kernel Lock wird entfernt; Letzte Version war 2.6.39.4 am 3. August 2011 |
| 3.0 | 22. Juli 2011    | 36.781                 | 14.646.952            | 96.676          | 64                    | neues Versionsnummernschema, zudem neue Treiber u. a. für (virtuelle) Netzwerkgeräte und den Fernseh-Standard DVB-T2, sowie allgemein verbesserte Virtualisierung (u. a. durch abschließende Arbeiten an dem Hypervisor Xen) und viele kleine Verbesserungen (wie z. B. Schreib- und Lösch-Optimierungen für Dateisysteme); Dieser LTS-Zweig wurde von Greg Kroah-Hartman betreut, die letzte Version war 3.0.101 am 22. Oktober 2013 |
| 3.1 | 24. Okt. 2011    | 37.084                 | 14.770.469            | 97.334          | 94                    | neu ist u. a. die Unterstützung der Prozessor-Plattform OpenRISC; Letzte Version war 3.1.10 am 18. Januar 2012 |
| 3.2 | 4. Jan. 2012     | 37.617                 | 14.998.651            | ≈ 62.600        | 73                    | neu ist u. a. die Unterstützung für die Prozessor-Architektur Hexagon des Unternehmens Qualcomm; zudem wurden u. a. einige Netzwerktreiber in das zugehörige Subsystem ausgelagert Dieser LTS-Zweig wurde von Ben Hutchings betreut, die letzte Version war 3.2.102 am 31. Mai 2018 |
| 3.3 | 18. März 2012    | 38.082                 | 15.166.074            | ≈ 75.300        | 74                    | neu ist u. a. die Unterstützung für die Android-Plattform; Letzte Version war 3.3.8 am 1. Juni 2012 |
| 3.4 | 20. Mai 2012     | 38.566                 | 15.383.860            | ≈ 64.100        | 63                    | neunte LTS-Freigabe; neu ist u. a. die Unterstützung des Ruhezustand-Modus RC6; Dieser LTS-Zweig wurde zuletzt von Li Zefan betreut, die letzte Version war 3.4.113 am 26. Oktober 2016 |
| 3.5 | 21. Juli 2012    | 39.096                 | 15.596.378            | ≈ 77.200        | 62                    | die Unterstützung für die veralteten Netzwerk-Standards Token Ring und Econet wurde entfernt; Letzte Version war 3.5.7 am 12. Oktober 2012 |
| 3.6 | 30. Sep. 2012    | 39.733                 | 15.868.036            | ≈ 78.500        | 71                    | u. a. wurde die Energiespar- oder Schlaffunktion, für den Bereitschaftsbetrieb und Ruhezustand des gesamten Systems, weiterentwickelt; Letzte Version war 3.6.11 am 17. Dezember 2012 |
| 3.7 | 11. Dez. 2012    | 40.905                 | 16.191.690            | ≈ 79.800        | 71                    | u. a. NAT für IPv6, Unterstützung für den Arm-64-Bit-Befehlssatz und Ext4-Größenänderungen für Laufwerke die größer sind als 16 Terabyte, größere Veränderungen an den Grafiktreibern für Nvidia-, Intel- und AMD-Grafik und verbesserte Hardware-Unterstützung für Helligkeitsregelung und Stromsparfunktionen von Soundkarten; Letzte Version war 3.7.10 am 27. Februar 2013 |
| 3.8 | 18. Feb. 2013    | 41.520                 | 16.416.874            | 84.623          | 70                    | u. a. wurde die Unterstützung für das Dateisystem F2FS eingefügt und die Unterstützung für Intel-80386-Prozessoren entfernt; Letzte Version war 3.8.13 am 11. Mai 2013 |
| 3.9 | 29. Apr. 2013    | 42.423                 | 16.686.879            | ≈ 82.000        | 69                    | u. a. wurde die Unterstützung für 32-Bit-Prozessoren der Baureihe HTP (von Meta) sowie ARC 700 (von Synopsys) hinzugefügt und die Treiber für das Dateisystem Btrfs um eine erste Unterstützung für Raid 5 und 6 erweitert; Letzte Version war 3.9.11 am 21. Juli 2013 |
| 3.10 | 30. Juni 2013    | 43.016                 | 16.955.489            | ≈ 69.900        | 63                    | unter anderem bessere Unterstützung für den Unified Video Decoder (UVD) von AMD-Radeon-GPUs und bessere Unterstützung von Nvidia Tegra; Zudem wurden die Echtzeitfähigkeiten verbessert sowie die Nutzung von SSDs als Cache für Festplatten ermöglicht. Neu ist auch der Treiber für die Hochgeschwindigkeitsübertragungstechnologie InfiniBand; Dieser LTS-Zweig wurde zuletzt von Willy Tarreau betreut, die letzte Version war 3.10.108 am 4. November 2017 |
| 3.11 | 2. Sep. 2013     | 44.002                 | 17.403.279            | ≈ 71.600        | 63                    | neben Optimierungen an den Grafik-Treibern, ist die Aufnahme von verschiedenen neuen WLAN- und LAN-Treibern sowie die Verbesserung der KVM- und Xen-Unterstützung auf ARM64 vorgesehen; wird der Arbeitsspeicher knapp kann dieser mit einem Zswap (siehe auch Zip und Swap) komprimiert werden; Letzte Version war 3.11.10 am 29. November 2013 – Wegen ihrer Versionsnummer auch Linux for Workgroups genannt, angelehnt an Microsoft’s Windows 3.11 for Workgroups. |
| 3.12 | 3. Nov. 2013     | 44.586                 | 17.726.872            | ≈ 73.000        | 62                    | neben Optimierungen an den Optimus-Treibern, ist die Unterstützung eines SYN-Proxy hinzugekommen, der SYN-Flooding-Angriffe verhindern soll; Multithreading bei mit Mdadm angelegten Raid-5-Arrays und Btrfs beherrscht Deduplikation; Dieser LTS-Zweig wurde von Jiri Slaby betreut, die letzte Version war 3.12.74 am 9. Mai 2017 |
| 3.13 | 20. Jan. 2014    | 44.970                 | 17.930.916            | ≈ 73.600        | 77                    | enthält die neue Firewall-Infrastruktur Nftables (welche die mit dem 2.4er eingeführten Iptables ablösen soll), bessere 3D-Leistung und Aktivierung des Dynamic Power Management (DPM) bei AMD-Radeon-Grafikkarten. Moderneres Multiqueue-Storage-Interface; Letzte Version war 3.13.11 am 22. April 2014 |
| 3.14 | 31. März 2014    | 45.935                 | 18.271.989            | ≈ 74.900        | 70                    | ein Scheduler, der für Echtzeitsysteme geeignet ist, hinzugefügt und u. a. ist nun Xen 4.4 enthalten; Unterstützung von neuen Grafikkernen und korrekte Funktion des Unified Video Decoder (UVD) für AMD Grafikchips ab HD 7000; Dieser LTS-Zweig wurde von Greg Kroah-Hartman betreut, die letzte Version war 3.14.79 am 11. September 2016 |
| 3.15 | 8. Juni 2014     | 46.780                 | 18.632.574            | ≈ 76.000        | 53                    | das Aufwachen aus dem Suspend-to-RAM-Modus wurde beschleunigt und Open File Description Locks eingeführt. Z. B. Videosoftware soll nun einfacher Teile einer Datei auslesen können und atomares Austauschen von Dateien wird möglich. Die Unterstützung von FUSE, XFS und Flash-Speichern mit einem Dateisystem darauf wurde ausgebaut; Letzte Version war 3.15.10 am 14. August 2014 |
| 3.16 | 3. Aug. 2014     | 47.425                 | 18.879.129            | ≈ 76.900        | 56                    | eingeflossen sind u. a. Robustheitsmaßnahmen beim Dateisystem Btrfs, die Grafiktreiber Radeon und Nouveau wurden optimiert; Dieser LTS-Zweig wurde von Ben Hutchings betreut, die letzte Version war 3.16.85 am 11. Juni 2020 |
| 3.17 | 5. Okt. 2014     | 47.490                 | 18.864.388            | ≈ 76.600        | 63                    | Die Funktion getrandom() und Vorgaben zur Mindest-Entropie sorgen für sicherere Zufallszahlen. Neu sind Grundlagen für Kdbus, Fences in Dma-Buf, MST (Multi Stream Transport, Teil von DisplayPort 1.2) für 4K-Monitore, sowie die Unterstützung für den Xbox-One-Controller und ForcePad-Touchpads. Optimierungen für Thunderbolt bei Apple-Geräten; Letzte Version war 3.17.8 am 8. Januar 2015 |
| 3.18 | 7. Dez. 2014     | 47.971                 | 18.994.096            | ≈ 77.300        | 64                    | Aufnahme des OverlayFS; Verbesserungen bei Btrfs und F2FS; Tunnelung beliebiger Protokolle ist über UDP ermöglicht; Audio-Ausgabe mit dem Nouveau-Treiber über DisplayPort; Just-in-time-Kompilierung des Extended Berkeley Packet Filter (eBPF) für ARM64; der BPF ist nun durch den Syscall bpf() allgemein verfügbar; Modulparameter können als unsicher (englisch unsafe) markiert werden; Dieser LTS-Zweig wurde von Sasha Levin betreut, die letzte Version war 3.18.140 am 16. Mai 2019 |
| 3.19 | 9. Feb. 2015     | 48.424                 | 19.130.604            | ≈ 77.900        | 63                    | u. a. Unterstützung für AMDs Heterogeneous System Architecture (HSA), zudem wurde das Interprozesskommunikationsframework Binder aufgenommen, welches ursprünglich für Android entwickelt wurde und auf OpenBinder aufbaut; Letzte Version war 3.19.8 am 11. Mai 2015 |
| 4.0 | 12. Apr. 2015    | 48.945                 | 19.312.370            | ≈ 78.500        | 63                    | u. a. Unterstützung für Updates im laufenden Betrieb (Kernel Live Patching); Letzte Version war 4.0.9 am 21. Juli 2015 |
| 4.1 | 22. Juni 2015    | 49.457                 | 19.512.485            | ≈ 79.300        | 70                    | u. a. Verschlüsselung für Ext4, Treiber für NV-DIMMs und Schaffung der Grundlagen zur 3D-Beschleunigung in virtuellen Maschinen; Dieser LTS-Zweig wurde von Sasha Levin betreut, die letzte Version war 4.1.52 am 28. Mai 2018 |
| 4.2 | 30. Aug. 2015    | 50.795                 | 20.311.717            | ≈ 82.000        | 70                    | u. a. Update von UEFI nun aus Linux möglich, Unterstützung der AMD-Grafikkarten der Volcanic-Islands-Generation; Letzte Version war 4.2.8 am 15. Dezember 2015 |
| 4.3 | 2. Nov. 2015     | 51.570                 | 20.621.444            | ≈ 83.000        | 63                    | Unterstützung für Skylake und Fiji-GPUs; IPv6 wird Voreinstellung; Letzte Version war 4.3.6 am 19. Februar 2016 |
| 4.4 | 10. Jan. 2016    | 52.221                 | 20.862.115            | ≈ 83.300        | 70                    | Kernel mit Langzeitunterstützung; Grafiktreiber für den Raspberry Pi und weitere 3D-Grafikbeschleunigungen in KVM für virtuelle Maschinen, Verbesserungen bei RAID und SSDs, BPF-Aufrufe sind nun auch im Userspace möglich; Letzte Version war 4.4.302 am 3. Februar 2022 |
| 4.5 | 14. März 2016    | 52.916                 | 21.154.545            | ≈ 84.300        | 63                    | weitere Besserungen in den 3D-Treibern, unter anderem durch die Unterstützung für PowerPlay, und reibungslose Wechsel der Netzwerkverbindungen; Verbesserungen beim Zugriff auf NFS-Server; Letzte Version war 4.5.7 am 8. Juni 2016 |
| 4.6 | 15. Mai 2016     | 53.660                 | 21.422.694            | ≈ 85.300        | 63                    | u. a. verbesserte Energieverwaltung durch die Möglichkeit der Taktraten-Einstellung bei Tegra-X1-GPUs und durch die Freischaltung der Frame Buffer Compression (FBC) für Prozessoren der Haswell-Architektur und Broadwell, des Weiteren wurde das Dateisystem OrangeFS freigeschaltet sowie zusätzliche Werkzeuge zur besseren Fehlererkennung (englisch bug hunting); Letzte Version war 4.6.7 am 16. August 2016 |
| 4.7 | 24. Juli 2016    | 54.400                 | 21.712.846            | ≈ 86.200        | 70                    | u. a. erste Unterstützung für neue Radeon-Grafikkarten (unter dem Decknamen Polaris), vier weitere ARM-Treiber und Unterstützung für Spiele-Steuergeräte; zudem bessere SMR-Unterstützung und Beschleunigungen beim Tunneln; im Vergleich zum Vorgänger (4.6) werden nun rund 500 weitere Hardware-Komponenten unterstützt; Letzte Version war 4.7.10 am 22. Oktober 2016 |
| 4.8 | 2. Okt. 2016     | 55.503                 | 22.071.048            | ≈ 87.700        | 70                    | neben der Unterstützung neuer Treiber für Haupt- und Grafik-Prozessoren von AMD, ARM (Mali), Intel und Nvidia wurde u. a. das Übertakten (oder Overclocking) für AMD-Grafiktreiber und eine neue GPU-Virtualisierungstechnik für Intel-Grafiktreiber eingeführt, des Weiteren wurde das XFS überarbeitet, so dass es auch Datenintegritäten prüfen sowie Datendeduplizierung und das Copy-On-Write-Verfahren beherrscht; Letzte Version war 4.8.17 am 9. Januar 2017 |
| 4.9 | 11. Dez. 2016    | 56.223                 | 22.348.356            | ≈ 88.900        | 70                    | neben Verbesserungen in der Sicherheit – durch besseren Schutz vor Stapelüberläufen – erhalten u. a. die Treiber für das XFS eine Shared Data Extents genannte Erweiterung, welche auf die (bereits im 4.8er-Kern eingeführte) Reverse-Mapping-Infrastruktur aufsetzt und es künftig ermöglichen soll, dass sich mehrere Dateien einen Daten- oder Wert(e)bereich teilen können und dieser auch mehrere Besitzer haben kann; zudem wurden erste Unterstützungen für den sogenannten Greybus eingearbeitet, welcher ursprünglich für das ehemals von Google entwickelte modulare Smartphone Ara gedacht war und u. a. von Motorola in einem ihrer Geräte genutzt wird; Letzte Version war 4.9.337 am 7. Januar 2023 |
| 4.10 | 19. Feb. 2017    | 57.172                 | 22.839.541            | ≈ 89.900        | 71                    | Verbesserungen beim Schreiben auf Datenträger und Einführung einer schnelleren Fehlererkennung in RAID-Systemen, zudem wurden u. a. EFI-Zugriffe verbessert und der LED-Treiber uleds eingearbeitet sowie ein Verfahren zur Grafikbeschleunigung virtueller Maschinen eingeführt; bei Intel-Prozessoren kann der Cache zwischen Prozessen aufgeteilt werden, die Funktionen für die ARM64-Architektur wurden ausgebaut, Überarbeitungen beim Routing, das Dateisystem UBIFS wurde um eine optionale Verschlüsselung ergänzt, während logfs entfernt wurde; Letzte Version war 4.10.17 am 20. Mai 2017 |
| 4.11 | 1. Mai 2017      | 57.964                 | 23.137.284            | ≈ 91.000        | 71                    | Verringerung des Stromverbrauches von NVMe-SSDs durch die Stromspartechnik APST; Unterstützung für selbstverschlüsselnde SSDs; Verbesserungen bei der Abfrage von Metadaten für Verzeichnisse und Dateien; Überarbeitung der in 4.10 eingeführten Funktion Intel Turbo Boost Max 3.0; Verbesserungen bei der Grafikbeschleunigung virtueller Maschinen für AMD-Grafikeinheiten; Anpassungen für ext4, um die Nutzung als Wegwerfdateisystem zu verbessern; Letzte Version war 4.11.12 am 21. Juli 2017 |
| 4.12 | 2. Juli 2017     | 59.808                 | 24.173.535            | ≈ 99.000        | 62                    | Einführung des Scheduler „Budget Fair Queueing“ (BFQ) für bessere Performance bei Datenträgerzugriffen, Unterstützung von AMDs Grafikprozessor Radeon Vega; Letzte Version war 4.12.14 am 20. September 2017 |
| 4.13 | 3. Sep. 2017     | 60.543                 | 24.767.008            | ≈ 100.000       | 63                    | Performancegewinn im Protokoll HTTPS, Verzeichnisse im Ext4-Dateisystemen können nun bis zu 2 Milliarden Einträge enthalten; Letzte Version war 4.13.16 am 24. November 2017 |
| 4.14 | 12. Nov. 2017    | 61.258                 | 25.041.165            | ≈ 97.000        | 70                    | LTS-Version; Unterstützung bis zu 4096 Terabyte Arbeitsspeicher; Letzte Version war 4.14.336 am 10. Januar 2024 |
| 4.15 | 28. Jan. 2018    | 62.271                 | 25.364.680            | ≈ 100.000       | 78                    | Einbau diverser Schutzmechanismen vor Meltdown und Spectre, der Treiber Amdgpu unterstützt nun AMDs Vega-Grafikkarten besser; Letzte Version war 4.15.18 am 19. April 2018 |
| 4.16 | 1. Apr. 2018     | 62.883                 | 25.558.670            | 100.606         | 63                    | Letzte Version war 4.16.18 am 26. Juni 2018 |
| 4.17 | 3. Juni 2018     | 61.332                 | 25.379.428            | 99.772          | 63                    | HDCP-Unterstützung bei Intel-CPUs mit integriertem Grafikprozessor, erste Gegenmaßnahmen gegen Spectre v4 (Speculative Store Bypass), Entfernung Architektursupport Blackfin, AXIS CRIS und 6 weiterer; Letzte Version war 4.17.19 am 24. August 2018 |
| 4.18 | 12. Aug. 2018    | 60.973                 | 25.280.736            | 101.782         | 70                    | Vorarbeiten für leistungsgesteigerte Firewall Bpfilter; Unterstützung für GPU von Kaby Lake-G und der angekündigten Vega20; Erster Support für Qualcomms Snapdragon-845-Prozessor; Letzte Version war 4.18.20 am 21. November 2018 |
| 4.19 | 22. Okt. 2018    | 61.700                 | 25.588.319            | 103.117         | 71                    | LTS-Version; neuen „Code of Conduct“ für Entwickler fest in die Kernel-Dokumentation aufgenommen, Unterstützung des neuen Wlan Standards 802.11ax, Performanceverbesserung der SATA-Treiber; Letzte Version war 4.19.325 am 5. Dezember 2024 |
| 4.20 | 23. Dez. 2018    | 62.446                 | 25.955.384            | 104.258         | 62                    | Amdgpu-Treiber unterstützt neue GPUs von AMD, Behebung der Sicherheitslücke für die zweite Variante von Spectre; Letzte Version war 4.20.17 am 19. März 2019 |
| 5.0 | 3. März 2019     | 63.135                 | 26.211.072            | 102.776         | 70                    | u. a. neu hinzugekommen ist der Support für Freesync von AMD; Letzte Version war 5.0.21 am 4. Juni 2019 |
| 5.1 | 6. Mai 2019      | 63.873                 | 26.459.776            | ≈ 101.000       | 63                    | Datenträger können nun über asynchronem I/O (AIO) angesprochen werden; Letzte Version war 5.1.21 am 28. Juli 2019 |
| 5.2 | 7. Juli 2019     | 64.587                 | 26.552.127            | ≈ 102.000       | 63                    | u. a. Verzeichnisse in Ext4 können nun auch case-insensitive genutzt werden; die Performance von Meltdown- und Spectre-v2-Patches wurde optimiert. Letzte Version war 5.2.21 am 11. Oktober 2019 |
| 5.3 | 15. Sep. 2019    | 65.261                 | 27.141.312            | ≈ 108.500       | 70                    | u. a. Unterstützung für neue AMD Navi-10-GPUs und Zhaoxin x86-CPUs, einige Neuerungen für Effizienzverbesserungen (Support für umwait-Instruktionen, Intel Speed Select, Utilization Clamping im Scheduler), 16 Millionen weitere IPv4-Adressen aus dem 0.0.0.0/8-Bereich werden verfügbar gemacht; Letzte Version war 5.3.18 am 18. Dezember 2019 |
| 5.4 | 24. Nov. 2019    | 65.701                 | 27.538.212            | ≈ 109.400       | 70                    | LTS-Version; Unterstützung für Microsofts exFAT-Dateisystem, Integration des Kernel Lockdown-Features, Support für weitere AMD GPU/APU-Produkte (Navi 12/14, Arcturus, Renoir), verbesserte Performance für Host-Dateisystemzugriffe aus einer virtuellen Maschine mit virtio-fs; Aktuelle Version: 5.4.296 am 17. Juli 2025 |
| 5.5 | 27. Jan. 2020    | 66.493                 | 27.854.754            | ≈ 108.100       | 63                    | u. a. Grundlagen für den zukünftigen Support der VPN-Technik WireGuard gelegt, anfängliche Unterstützung des Raspberry Pi 4, modernisierter Code für die Lastverteilung des Schedulers, mit KUnit wurde ein Framework für Modultests integriert, Btrfs erhält neue RAID-1 und Hash-Algorithmen, verbesserte Performance und/oder Stabilität dank Mulitchannel-Support für CIFS/SMB, die Temperatur von NVMe-Laufwerken kann vom Kernel ausgelesen und bereitgestellt werden; Letzte Version war 5.5.19 am 21. April 2020 |
| 5.6 | 29. März 2020    | 67.337                 | 28.169.797            | ≈ 109.200       | 63                    | u. a. WireGuard wird vollständig unterstützt, weiter ausgebaut wurde der Support des Raspberry Pi 4 (PCIe-Controller), erste Bausteine für die USB4-Unterstützung aufgenommen, der k10temp-Treiber übermittelt nun Temperatur-, Stromstärke- und Spannungswerte für Zen-CPUs, /dev/random liefert Zufallszahlen auch bei leeren Entropiequellen, wenn der Cryptographic Random Number Generator (CRNG) einmalig initialisiert wurde (Programme, die Zufallszahlen auf diese Weise anfordern, werden so nicht mehr blockiert), Linux als Gastsystem einer VirtualBox-VM erlaubt dank des eingepflegten VirtualBox-Shared-Folder-Treibers (vboxsf) eine effiziente Einbindung von Verzeichnissen des Hostsystems, erstmals sind alle Voraussetzungen zur Bewältigung des Jahr-2038-Problems für 32-Bit-Betriebssysteme erfüllt; Letzte Version war 5.6.19 am 17. Juni 2020 |
| 5.7 | 31. Mai 2020     | 67.939                 | 28.442.333            | ≈ 110.038       | 63                    | Letzte Version war 5.7.19 am 27. August 2020 |
| 5.8 | 2. Aug. 2020     | 69.327                 | 28.994.351            | ≈ 111.776       | 63                    | Letzte Version war 5.8.18 am 1. November 2020 |
| 5.9 | 11. Okt. 2020    | 69.972                 | 29.461.217            | ≈ 112.796       | 70                    | Letzte Version war 5.9.16 am 21. Dezember 2020 |
| 5.10 | 13. Dez. 2020    | 70.602                 | 29.733.599            | ≈ 113.869       | 63                    | LTS-Version; Aktuelle Version: 5.10.240 am 17. Juli 2025 |
| 5.11 | 14. Feb. 2021    | 71.238                 | 30.340.055            | ≈ 114.857       | 63                    | Letzte Version war 5.11.22 am 19. Mai 2021 |
| 5.12 | 25. Apr. 2021    | 71.463                 | 30.545.205            | ≈ 115.339       | 70                    | Letzte Version war 5.12.19 am 20. Juli 2021 |
| 5.13 | 28. Juni 2021    | 72.184                 | 30.940.247            | ≈ 119.538       | 63                    | Letzte Version war 5.13.19 am 18. September 2021 |
| 5.14 | 29. Aug. 2021    | 72.828                 | 31.479.754            | ≈ 117.845       | 63                    | Unterstützung für Raspberry Pi 400; bessere Unterstützung für USB 4; Grundlagen für Intel-Alder-Lake-Prozessoren Letzte Version war 5.14.21 am 21. November 2021 |
| 5.15 | 31. Okt. 2021    | 73.575                 | 31.812.242            | ≈ 119.045       | 63                    | LTS-Version; bessere Unterstützung für NTFS; Aktuelle Version: 5.15.189 am 17. Juli 2025 |
| 5.16 | 9. Jan. 2022     | 74.265                 | 32.233.528            | ≈ 124.527       | 70                    | Letzte Version war 5.16.20 am 13. April 2022 |
| 5.17 | 20. März 2022    | 74.993                 | 32.488.489            | ≈ 125.377       | 70                    | Letzte Version war 5.17.15 am 14. Juni 2022 |
| 5.18 | 22. Mai 2022     | 75.837                 | 33.235.430            | ≈ 126.753       | 63                    | Mit dieser Version wechselt der Kernel erstmals in der Geschichte die C-Sprachfassung: statt bisher C89 basiert Linux ab Version 5.18 auf dem C-Standard C11 (von 2011). Letzte Version war 5.18.19 am 21. August 2022 |
| 5.19 | 31. Juli 2022    | 76.916                 | 34.035.647            | ≈ 128.498       | 70                    | Letzte Version war 5.19.17 am 24. Oktober 2022 |
| 6.0 | 2. Okt. 2022     | 77.968                 | 35.137.016            | ≈ 130.752       | 63                    | Letzte Version war 6.0.19 am 12. Januar 2023 |
| 6.1 | 11. Dez. 2022    | 78.644                 | 35.548.350            | ≈ 131.584       | 70                    | LTS-Version; Aktuelle Version: 6.1.147 am 24. Juli 2025 |
| 6.2 | 19. Feb. 2023    | 79.455                 | 35.868.349            | ≈ 133.234       | 70                    | Letzte Version war 6.2.16 am 17. Mai 2023 |
| 6.3 | 23. Apr. 2023    | 79.561                 | 36.007.945            | ≈ 133.735       | 63                    | Letzte Version war 6.3.13 am 11. Juli 2023 |
| 6.4 | 25. Juni 2023    | 80.282                 | 36.416.957            | ≈ 134.566       | 63                    | Letzte Version war 6.4.16 am 13. September 2023 |
| 6.5 | 27. Aug. 2023    | 86.048                 | 37.336.785            | ≈ 138.412       | 63                    | Letzte Version war 6.5.13 am 28. November 2023 |
| 6.6 | 30. Okt. 2023    |                        |                       | ≈ 140.509       | 64                    | LTS-Version; Aktuelle Version: 6.6.100 am 24. Juli 2025 |
| 6.7 | 7. Jan. 2024     |                        |                       | ≈ 141.558       | 69                    | Letzte Version war 6.7.12 am 3. April 2024 |
| 6.8 | 10. März 2024    |                        |                       | ≈ 142.606       | 63                    | Erste Version mit Rust-Gerätetreiber. Letzte Version war 6.8.12 am 30. Mai 2024 |
| 6.9 | 12. Mai 2024     |                        |                       | ≈ 143.655       | 63                    | Letzte Version war 6.9.12 am 27. Juli 2024 |
| 6.10 | 14. Juli 2024    |                        |                       | ≈ 144.703       | 63                    | Letzte Version war 6.10.14 am 10. Oktober 2024 |
| 6.11 | 15. Sep. 2024    |                        |                       |                 |                       | Letzte Version war 6.11.11 am 5. Dezember 2024 |
| 6.12 | 18. Nov. 2024    |                        |                       |                 |                       | LTS-Version; Aktuelle Version: 6.12.40 am 24. Juli 2025 |
| 6.13 | 19. Jan. 2025    |                        |                       |                 |                       | Letzte Version war 6.13.12 am 20. April 2025 |
| 6.14 | 24. März 2025    |                        |                       |                 |                       | Letzte Version war 6.14.11 am 10. Juni 2025 |
| 6.15 | 25. Mai 2025     |                        |                       |                 |                       | Mainline; Aktuelle Version: 6.15.8 am 24. Juli 2025 |
| 6.16 | 27. Juli 2025    |                        |                       |                 |                       | Aktuelle Version: 6.16 am 27. Juli 2025 |
| 6.17 | Sep. 2025        |                        |                       |                 |                       | Aktuelle Version: 6.17 RC1 am 10. August 2025 |
| Legende:Ältere Version; nicht mehr unterstütztÄltere Version; noch unterstütztAktuelle VersionZukünftige Version Anmerkungen (a) Dateien gezählt mit: find . -type f -not -regex '\./\.git/.*'\|wc -l (b) Quelltextzeilen gezählt mit: find . -type f -not -regex '\./\.git.*'\|xargs cat\|wc -l (c) Größe in kB bezogen auf ein mit gzip komprimiertes tar-Archiv (.tar.gz); ab Version 3.2 im Format tar.xz (d) Der genannte Entwicklungszeitraum bezieht sich lediglich auf die Zusammenführung bereits entwickelter Programmteile, welche selbst teilweise mehrere Jahre zuvor bis zur Zusammenführung entwickelt wurden. |                  |                        |                       |                 |                       | |

### Neuerungen im Kernel 2.6
Die Kernel-Reihe 2.6 wurde ab Dezember 2001 auf Basis der damaligen 2.4er-Reihe entwickelt und wies umfangreiche Neuerungen auf. Für die Entwicklung war der neue Quelltext übersichtlicher und leichter zu pflegen, während Anwender durch die Überarbeitung des Prozess-Schedulers sowie des I/O-Bereiches und von geringeren Latenzzeiten profitierten.

#### Neue Prozess-Scheduler
In einem Multitasking-fähigen Betriebssystem muss es eine Instanz geben, die den Prozessen, die laufen wollen, Rechenzeit zuteilt. Diese Instanz bildet der Prozess-Scheduler. Seit dem Erscheinen von Linux 2.6 wurde mehrfach grundlegend am Scheduler gearbeitet.
Für die ersten Kernel 2.6 war von Ingo Molnár ein gegenüber Linux 2.4 ganz neuer Scheduler konzipiert und implementiert worden, der O(1)-Scheduler. Dieser erhielt seinen Namen, weil die relevanten Algorithmen, auf denen der Scheduler basierte, die Zeitkomplexität {\displaystyle O(1)} haben. Dies bedeutet, dass die vom Scheduler für eigene Aufgaben benötigte Prozessorzeit unabhängig von der Anzahl der verwalteten Prozesse bzw. Threads ist. Insbesondere wurde etwa auf das Durchsuchen aller Prozesse nach dem momentan wichtigsten Prozess verzichtet.
Der O(1)-Scheduler arbeitete auch bei vielen Prozessen effizient und benötigte selbst nur wenig Rechenzeit. Er verwendete zwei verkettete Listen. Eine für Prozesse, die noch laufen müssen und eine zweite für Prozesse die bereits gelaufen sind. Wenn alle Prozesse in der zweiten Liste standen, wurden die Datenfelder getauscht, und das Spiel begann von neuem.
Interaktive Prozesse benötigen in der Regel nur wenig Rechenzeit. Allerdings sollte zum Beispiel die grafische Benutzeroberfläche verlässlich innerhalb weniger Millisekunden reagieren. Der O(1)-Scheduler besaß Heuristiken, um festzustellen, ob ein Prozess interaktiv ist oder die CPU eher lange belegt. Der Scheduler stellte dann Aufgaben, die viel Rechenzeit in Anspruch nehmen, zu Gunsten von interaktiven Prozessen zurück.
Der interne Takt des Kernels wurde ab dem Kernel 2.6 von 100 Hz auf 1000 Hz erhöht, das heißt, die kürzeste Länge einer Zeitscheibe betrug nun eine Millisekunde. Hiervon profitierten besonders die interaktiven Prozesse, da sie früher wieder an der Reihe sind. Da dies zu einer erhöhten CPU-Last und somit zu einem größeren Stromverbrauch führt, wurde der Takt ab dem Kernel 2.6.13 auf 250 Hz eingestellt. Bei der Konfiguration des Kernels sind jedoch auch noch die Werte 100 Hz, 300 Hz und 1000 Hz wählbar.
Mit der Kernelversion 2.6.23 wurde im Oktober 2007 der O(1)-Scheduler durch einen Completely Fair Scheduler (CFS) ersetzt, der ebenfalls von Ingo Molnár entwickelt wurde. Am CFS wurde von manchen Kernel-Entwicklern kritisiert, dass er seinen Schwerpunkt auf Skalierbarkeit auch bei Servern mit vielen Prozessorkernen legt. Entwickler wie Con Kolivas waren der Meinung, dass unter dieser Schwerpunktsetzung sowie einigen Designentscheidungen im CFS die Leistung auf typischen Desktop-Systemen leide.

#### Präemptibles Multitasking
Der Kernel ist ab Version 2.6 in den meisten Funktionen präemptibel („zuvorkommend, vorbeugend“). Selbst wenn das System gerade im Kernel-Modus Aufgaben ausführt, kann dieser Vorgang durch einen Prozess aus dem User-Modus unterbrochen werden. Der Kernel macht dann weiter, wenn der Usermodus-Prozess seine Zeitscheibe aufgebraucht hat oder selbst eine neue Zeitplanung (englisch Re-Schedule) anfordert, also dem Zeitplaner (englisch Scheduler) mitteilt, dass er einen anderen Task ausführen kann. Bis auf einige Kernel-Funktionen, die atomar („nicht unterbrechbar“) ablaufen müssen, kommt dies der Interaktivität zugute und erweitert das davor übliche präemptive Multitasking („entziehbar“), das aber weiterhin zur Auswahl steht.

#### Zugriffskontrolllisten
Mit dem Kernel 2.6 werden für Linux erstmals Zugriffskontrolllisten (englisch access control lists) nativ eingeführt. Diese sehr feinkörnige Rechteverwaltung ermöglicht es vor allem Systemadministratoren, die Rechte auf einem Dateisystem unabhängig vom Gruppen- und Nutzermodell zu gestalten und dabei faktisch beliebig viele spezielle Rechte pro Datei zu setzen. Die mangelnde Unterstützung von Zugriffskontrolllisten von Linux wurde vorher als massive Schwäche des Systems im Rahmen der Rechteverwaltung und der Möglichkeiten zur sicheren Konfiguration gesehen.
Die Unterstützung von Zugriffskontrolllisten funktioniert dabei mit den Dateisystemen ext2, ext3, jfs und XFS nativ.

#### Inotify
Mit dem Kernel 2.6.13 hielt erstmals eine Inotify genannte Funktion Einzug in den Kernel. Diese ermöglicht eine andauernde Überwachung von Dateien und Verzeichnissen – wird eines der überwachten Objekte geändert oder ein neues Objekt im Überwachungsraum erschaffen, gibt Inotify eine Meldung aus, die wiederum andere Programme zu definierten Tätigkeiten veranlassen kann. Dies ist insbesondere für Such- und Indexierungsfunktionen der Datenbestände von entscheidender Bedeutung und ermöglicht erst den sinnvollen Einsatz von Desktop-Suchmaschinen wie Strigi oder Meta Tracker. Ohne eine solche Benachrichtigungsfunktion des Kernels müsste ein Prozess die zu überwachende Datei oder das zu überwachende Verzeichnis in bestimmten Zeitintervallen auf Änderungen überprüfen, was im Gegensatz zu Inotify zusätzliche Performance-Einbußen mit sich bringen würde.
Inzwischen gibt es weiter verbesserte Nachfolger namens Dnotify und FSnotify.

#### Weitere wichtige Änderungen
Soweit es möglich ist, wurde in Linux 2.6 die Maximalzahl für bestimmte Ressourcen angehoben. Die Anzahl von möglichen Benutzern und Gruppen erhöhte sich von 65.000 auf über 4 Milliarden, ebenso wie die Anzahl der Prozess-IDs (von 32.000 auf 1 Milliarde) und die Anzahl der Geräte (Major/Minor-Nummern). Weitere leistungssteigernde Maßnahmen betrafen die I/O-Scheduler, das Threading mit der neuen Native POSIX Thread Library und den Netzwerk-Stack, der nun ebenfalls in den meisten Tests O(1) skaliert ist. Außerdem wurde für die Verwaltung der I/O-Gerätedateien das früher genutzte devfs durch das neuere udev ersetzt, was viele Unzulänglichkeiten, wie zum Beispiel ein zu großes /dev/-Verzeichnis, beseitigt. Außerdem kann so eine einheitliche und konsistente Gerätebenennung erfolgen, die beständig bleibt, was vorher nicht der Fall war.

## Lizenzbesonderheiten

### Proprietärer Code und Freiheitsbegriff
Die heute von Linus Torvalds herausgegebene Fassung des Kernels enthält proprietäre Objekte in Maschinensprache (BLOBs) und ist daher nicht mehr ausschließlich Freie Software. Richard Stallman bezweifelt sogar, dass sie legal kopiert werden darf, da diese BLOBs im Widerspruch zur GPL stünden und die Rechte aus der GPL daher erlöschen würden. Resultierend daraus rät die Free Software Foundation deshalb dazu, nur BLOB-freie Versionen von Linux einzusetzen, bei denen diese Bestandteile entfernt wurden. Linux-Distributionen mit dem Kernel Linux-libre erfüllen diesen Anspruch.

### Der Kernel unter der GPL 2
Die bei GPL-Software übliche Klausel, dass statt der Version 2 der GPL auch eine neuere Version verwendet werden kann, fehlt beim Linux-Kernel. Die Entscheidung, ob die im Juni 2007 erschienene Version 3 der Lizenz für Linux verwendet wird, ist damit nur mit Zustimmung aller Entwickler möglich. In einer Umfrage haben sich Torvalds und die meisten anderen Entwickler für die Beibehaltung der Version 2 der Lizenz ausgesprochen.